# Camila (álbum)
Camila é o álbum de estreia da cantora e compositora cubana-mexicana e estadunidense Camila Cabello. Foi lançado em 12 de janeiro de 2018, pelas editoras discográficas Epic Records e Syco Music. Cabello começou a desenvolver material para o projeto ainda em janeiro de 2017, após a sua saída do grupo feminino Fifth Harmony, em dezembro de 2016. O álbum foi inicialmente intitulando The Hurting. The Healing. The Loving., com a canção "Crying in the Club" sendo originalmente planejada como primeiro single solo do projeto, mais tarde foi renomeado Camila com "Havana" servindo como single oficial devido ao sucesso crescente da música, e "Crying in the Club" acabou por não ser incluída na lista final de faixas do álbum. "Havana" se tornou grande sucesso internacional, liderando as paradas de vários países, incluindo Austrália, Brasil, Canadá, França, Reino Unido e os Estados Unidos, e alcançando o top 10 de vários outros territórios e alavancando as vendas do álbum. Assim como nas gravações do Fifth Harmony, Cabello continuou mantendo o pop com o principal gênero musical em Camila, com elementos de música latina, reggaeton, dancehall, rhythm and blues (R&B) e música hip hop. Os Frank Dukes, Skrillex e T-Minus são alguns dos produtores que assinam algumas das canções presentes na obra.
Camila recebeu críticas positivas de críticos de música contemporânea, muitos dos quais elogiaram as baladas e as influências latinas. O álbum estreou no número um na parada da Billboard 200 nos EUA. "Never Be the Same" foi lançado como single em 7 de dezembro de 2017, alcançando o top 10 em vários países. "Consequences" deu continuidade a divulgação do projeto sendo liberado como terceiro e último single do álbum em 9 de outubro de 2018, Cabello promoveu o álbum através de performances em programas de televisão, em sua turnê Never Be the Same Tour, e como artista de abertura da Reputation Stadium Tour da cantora Taylor Swift. O álbum Camila recebeu aclamação da indústria, entre um dos principais reconhecimentos foi a indicação a Melhor Álbum Vocal Pop na edição de 2018 do Grammy Awards.

## Antecedentes
Cabello ganhou fama pela primeira vez ao integrar o grupo feminino Fifth Harmony, formado durante a segunda temporada do The X Factor em 2012. O grupo ficou em terceiro lugar na competição e, posteriormente, assinou um contrato de gravação com Syco Music and Epic Records. O grupo ganhou destaque com seu single inovador "Worth It" (2015), e alcançou sucesso ainda maior com o lançamento do single "Work from Home" (2016). Fifth Harmony lançou dois álbuns de estúdio com Cabello no grupo, sendo que ambos receberam certificações de ouro nos Estados Unidos. Cabello apareceu como artista convidada do cantor canadense Shawn Mendes em seu single "I Know What You Did Last Summer" (2015), servindo como seu primeiro lançamento fora do grupo. Em seguida, ela colaborou com Machine Gun Kelly na canção "Bad Things" (2016), que se tornou seu primeiro single entre os dez primeiros como artista solo. Com o sucesso de seus trabalhos solo, surgiram especulações da mídia de que ela deixaria o Fifth Harmony para se concentrar em uma carreira musical solo.
Em dezembro de 2016, foi confirmado oficialmente que Cabello estava deixando o grupo feminino Fifth Harmony. Durante uma entrevista à revista Latina, ela comentou sobre a sua escolha e planos futuros, afirmando "Eu precisava seguir meu coração e minha visão artística. Sou grata por tudo o que tínhamos no Fifth Harmony e por [essa] oportunidade, estou menos focada no sucesso e mais no meu melhor e buscando a minha visão artística ao máximo, onde quer que isso me leve". Sua saída do grupo foi comparada a Beyoncé e Justin Timberlake, que chegaram à fama como parte de um grupo antes de ganharem carreiras solo de grande sucesso.
Durante a gravação de Camila, Cabello foi destaque em várias colaborações. Ela foi destaque no single "Love Incredible" de Cashmere Cat, bem como na faixa em espanhol "Hey Ma"; o último foi incluído na trilha sonora de The Fate of the Furious (2017).
Ela também colaborou com o Major Lazer, Travis Scott, e Quavo na música "Know No Better". A música foi um sucesso em vários territórios europeus, principalmente no Reino Unido e na França. Ela atuou como o artista de abertura de Bruno Mars em algumas datas da sua 24K Magic World Tour, apresentando várias músicas de seu trabalho de estreia ainda em desenvolvimento.

## Gravação e desenvolvimento
| |  |  |
| Louis Bell (à esquerda) e Kuk Harrell (à direita), assinam a produção de algumas faixas presentes no álbum. |  |  |

O trabalho no álbum começou oficialmente em janeiro de 2017. Durante as sessões iniciais de gravação, a Camila Cabello trabalhou com vários produtores e escritores conhecidos, incluindo Diplo and Pharrell Williams. Embora nenhuma de suas colaborações com a primeira tenha sido apresentada em Camila, a segunda é creditado como escritor de "Havana". Ela também colaborou com Andrew "Pop" Wansel em músicas inéditas; Wansel disse sobre Cabello: "Eu nunca subestimei o talento dela, mas não esperava que ela tivesse uma visão tão poderosa". Cabello queria que o álbum contasse "a história da minha jornada das trevas para a luz, de uma época em que eu estava perdida e outra em que me encontrei novamente". As músicas do álbum foram feitas para lidar liricamente com as emoções de machucar, curar e amar. Ela gravou a música "Crying in the Club" para o álbum, escrita por Sia Furler. Cabello escreveu letras adicionais para a música, que liricamente lida com "curar de defraudações emocionais pelo poder da música". Foi produzido por Benny Blanco, Cashmere Cat, e Happy Perez. Ela trabalhou com o escritor e produtor Jesse Shatkin na música "I Have Questions".
O cantor e compositor britânico Ed Sheeran escreveu uma demo para uma música chamada "The Boy" e a enviou para Cabello, com Sheeran afirmando que Cabello mudou "90%" das letras da música ao seu gosto. Ele comparou a música a "Crazy in Love", de Beyoncé, descrevendo-a como "influenciada pelo funk". Cabello também trabalhou em várias músicas com Ryan Tedder. Tedder elogiou as habilidades de composição de Cabello, alegando estar "impressionado" com as músicas. Ele disse à ABC News; "O que fizemos e o que ouvi, tem coisas muito contemporâneas e de ponta, mas que parecem com ela. Tem esse tipo de espírito cubano". A música "Into It", co-escrita por Tedder, é a única música da dupla a fazer parte da lista de faixas do álbum. Cabello também confirmou uma música intitulada "Sangria Wine". A dupla de produção Stargate produziu "OMG", uma música influenciada pelo hip-hop que apresenta o rapper Quavo. A música foi co-escrita por Cabello, Quavo, Stargate, Noonie Bao, Alexandra Yatchenko e o cantor pop Charli XCX. Este último também elogiou a escrita de Camila, comentando "Uma escritora tão incrível, ela simplesmente veio com tudo, eu fiquei tipo 'Por que estou aqui? Ela está arrasando, ela estava no próximo nível, como eu. tão honrado em trabalhar com ela. Fiquei tão feliz". Bao e Yatchenko também co-escreveram a música "Never Be the Same" para Camila.
Antes do lançamento de "Crying in the Club", começaram a circular rumores sobre uma música intitulada "A Good Reason to Go", que estava programada para ser lançada como primeiro single do projeto. Havia especulações de que a música seria sobre sua saída do Fifth Harmony, embora os rumores tenham sido negados quando Cabello anunciou seu primeiro single oficial. A música aparece no álbum sob o título "Something's Gotta Give". Em maio, Cabello confirmou outra música intitulada "It's Only Natural" para o álbum. Enquanto estava no 24K Magic World Tour, ela estreou as músicas inéditas "Havana", "OMG", "Inside Out" e "Never Be the Same". Cabello confirmou que as músicas seriam apresentadas em seu álbum de estréia. Mais tarde, ela anunciou que as músicas "Scar Tissue" e "In the Dark" seriam exibidas no álbum. Cabello confirmou que as músicas seriam apresentadas em seu álbum de estréia. Mais tarde, ela anunciou que as músicas "Scar Tissue" e "In the Dark" apareceriam no álbum.
Após o sucesso comercial surpresa de "Havana", Cabello confirmou que havia escolhido adiar a data de lançamento do álbum para gravar mais material. Mais tarde, ela confirmou que grande parte do material gravado anteriormente havia sido descartado do produto final. Ela gravou mais músicas com o produtor executivo do álbum, Frank Dukes, que foram influenciadas pela música latina e pelo reggaeton contemporâneo, inspiradas em artistas como Calle 13 e J Balvin. Como resultado, o conceito original do álbum de machucar, curar e amar foi descartado em favor do material recém-gravado. Mais tarde ela disse à MTV, "Você sabe, você só tem uma chance de fazer um álbum de estréia e, neste momento, tenho tantas músicas pelas quais sou apaixonada. Você conhece aqueles álbuns em que são músicas que não são tão boas quanto os singles. E aqueles que você quer que todas as músicas sejam dignas de um single'". Cabello trabalhou com a empresa de gerenciamento de Dukes Electric Feel, com Dukes produzindo o álbum de forma executiva. O trabalho no álbum foi concluído em novembro de 2017.

## Música e letra
"[Frank] foi muito grande quando pegou uma parte clássica da cultura latina e a combinou com algo novo e moderno. Juntos fizemos um álbum que é apenas um reflexo de mim em todos os sentidos. É o que está dentro da minha cabeça e do meu coração".- Camila Cabello explicando a sonoridade do álbum".

Camila é basicamente um disco pop, com elementos de música latina, reggaeton, dancehall, R&B e música hip hop. O site AllMusic disse que Camila é um "conjunto de pop romântico produzido de forma calorosa" com "várias influências latinas ritmicamente contagiosas faixas informadas por sua herança cubana".
"Never Be the Same" foi descrito pela Billboard como uma balada pop sombria. Um escritor da NME descreveu-o como electro "bombástico". Em termos líricos, ele incorpora temas de um tipo de amor com dor e prazer. Em uma parte da canção Cabello atinge a um falsete no pré-coro. "All These Years" é uma música de R&B", Liricamente, trata-se de um encontro com seu ex. " She Loves Control " é uma " música eletrônica" com interpolações de dancehall, incluindo uma guitarra espanhola e uma linha forte de baixo.
"Havana" é uma faixa de andamento lento, contendo uma mistura de "fusão latino" e pop. É a única música do álbum que apresenta outro artista, com a participação de Young Thug. Brittany Spanos, da Rolling Stone, disse que é uma faixa "descontraída e tranquila", onde Cabello canta sobre se apaixonar por "um pretendente misterioso do leste de Atlanta", embora tenha deixado seu coração em sua cidade natal. "Inside Out" é uma "música de reggaeton que apresenta uma melodia saltitante e dançante". Apresenta uma percussão flutuante, tambores de aço. "Consequences" é uma balada com piano . Liricamente, é sobre o impacto de um parceiro que estava em sua vida. Foi o terceiro e último single lançado do álbum em 9 de outubro de 2018.
"Real Friends" é uma balada pop que apresenta um violão e aplausos com percussão. Liricamente, ela fala sobre estar cercada por coisas e pessoas negativas, enquanto pede uma amizade honesta. Sam Lansky, da Time, descreveu a música e a faixa como "sinceras" ao lado de "Consequences" como baladas "bonitas" que exibiam a voz de Cabello. "Somethings Gotta Give" é uma balada, que apresenta uma "introdução de piano em uma faixa sincera e com vocais etéreos de fundo" de acordo com o The Sun. "In the Dark" é um pop com influencias de trap. The Sun a chamou de "R&B suave". Liricamente, trata-se de um garoto famoso sem nome que Camila conheceu em uma festa depois. "Into It" é uma música de R&B com ritmo acelerado. The Sun chamou de "a música mais sexy com produção nítida e cativante", e o AllMusic chamou a faixa de "contagiosa".

## Lançamento e arte
Depois de assinar com a Epic Records e a Syco Music como membro do Fifth Harmony, foi anunciado apenas alguns dias após sua partida do grupo que Cabello havia assinado novamente com ambas as partes para lançar seu projeto solo. Ela anunciou o título do álbum como The Hurting. The Healing. The Loving em maio de 2017, com lançamento previsto para setembro. Ela descreveu o projeto como "a história da minha jornada das trevas para a luz, de uma época em que eu estava perdida e outra em que me encontrei novamente". Ela escreveu: "Era um tipo de capítulo que você nunca quer ler em voz alta" e explicou o todo o processo de criação do álbum a ajudou a lidar com suas emoções. Quando Cabello anunciou que havia adiado a data de lançamento do álbum para gravar novo material, havia rumores de que o título do álbum também seria alterado. Ela confirmou em novembro que o nome e o conceito originais do álbum haviam sido descartados e que o projeto seria lançado "no início do próximo ano". Cabello anunciou em 5 de dezembro que o projeto se chamaria Camila e foi lançado em 12 de janeiro de 2018. Camila ficou disponível para pré-venda através de fornecedores de música digital em 7 de dezembro.
Ela revelou a capa do álbum em sua conta pessoal do Instagram e explicou a mudança de nome, afirmando: "Decidi chamá-lo pelo meu nome, porque foi aqui que este capítulo da minha vida terminou. Começou com a história de outra pessoa, terminou comigo. meu caminho de volta para mim mesma". A capa do projeto mostra Camila sentada em um vestido e chinelos, com o título do álbum em negrito no centro da capa. A Billboard descreveu a arte da capa do álbum como "linda". A arte da capa e o livreto foram filmados em Pequena Havana em Miami, Flórida. O álbum também foi lançado em uma edição limitada no Japão, com o remix mencionado e a música "I Have Questions", lançada ao lado de "Crying in the Club" em maio. O livreto do álbum contém várias fotos semelhantes à capa, além de fotos de Cabello gravando o álbum e fotos da infância. A arte do álbum foi filmada por Amber Park. Além disso, apresenta uma mensagem para os fãs de Cabello, dizendo: "Este álbum me viu entrar na sala despedaçada, nervosa e insegura, e me viu ganhando vida, olhos brilhantes e pronta para qualquer coisa. Então, em outras palavras .. ... você tem meu coração em suas mãos".

## Singles

### Oficiais

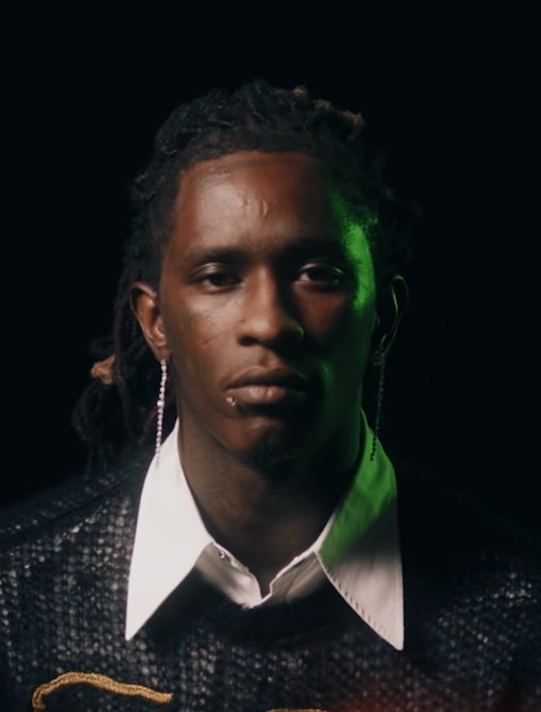
O primeiro single do álbum, "Havana", contem a participação do rapper americano Young Thug (foto).

"Havana", que conta com a participação do rapper americano Young Thug, foi lançado em 8 de setembro; Foi anunciado em 30 de agosto que seria considerado o primeiro single oficial do álbum depois de ter encontrado sucesso nas plataformas de streaming, substituindo "Crying in the Club". "Havana" já liderou as paradas em todo o mundo, alcançando o número um na Austrália, Brasil, Canadá, Escócia, França, Hungria, Irlanda, Israel, México, Polônia, Reino Unido. Também alcançou o top 10 em vários países, incluindo Alemanha, Áustria, Bélgica, Colômbia, Coréia do Sul, Dinamarca, Estados Unidos, Itália, Nova Zelândia, Países Baixos, Suécia e Suíça. Um remix com Daddy Yankee e a versão solo original de "Havana" foi lançada mais tarde em 12 de novembro de 2017, antes do lançamento de Camila. Em 21 de setembro de 2018, Cabello lançou uma versão ao vivo da música, apresentando sua performance solo. A a música foi mais tarde nomeada ao Grammy Awards de Melhor Desempenho Solo de Pop. O videoclipe oficial, dirigido por Dave Meyers , estrelado por Noah Centineo, Lele Pons, Marco Delvecchio, Young Thug, LeJuan James, Young Thug e LeJuan James, foi lançado em 24 de outubro de 2017 e foi premiado na categoria Vídeo do Ano no MTV Video Music Awards.
"Never Be the Same" foi anunciado para ser trabalhado como o segundo single do álbum; foi lançado para download digital em 7 de dezembro de 2017 e nas rádios no dia 9 de janeiro de 2018. Ele entrou no top 10 em alguns países como Austrália, Irlanda e Reino Unido e atingiu o número seis da Billboard Hot 100. O videoclipe oficial, dirigido por Grant Singer, foi lançado em 8 de março de 2018.
Para encerrar a divulgação do álbum, "Consequences" foi anunciado como o terceiro e último single do álbum; Um videoclipe dirigido por Dave Meyers, foi lançado em 10 de outubro de 2018. Apresentava uma aparição deDylan Sprouse. No vídeo, Cabello e Sprouse correm, se beijam e fazem música juntos. Cabello caminha pelo parque enquanto relembra o relacionamento do casal.

### Singlespromocionais
Em 5 de dezembro de 2017, Cabello anunciava com seu álbum que lançaria uma nova canção intitulada de "Real Friends", servindo como single promocional da obra de estreia.

### Singlesdescartados
"Crying in the Club" serviria originalmente como o trabalho inicial do disco, mas devido a mudanças criativas durante o processo de criação da obra, a canção acabou sendo descartada. "I Have Questions" e "OMG" haviam sido lançadas como singles promocionais, mas também acabaram não entrando no disco.

## Análise da crítica
| Críticas profissionais | Críticas profissionais |
| Pontuações agregadas   | Pontuações agregadas   |
| Fonte                  | Avaliação              |
| ---------------------- | ---------------------- |
| Metacritic             | 78/100                 |
| Avaliações da crítica  |                        |
| Fonte                  | Avaliação              |
| AllMusic               | [ 62 ]                 |
| Belfast Telegraph      | 8.5/10                 |
| The Daily Telegraph    | [ 120 ]                |
| Entertainment Weekly   | B+                     |
| The Guardian           | [ 1 ]                  |
| The Independent        | [ 122 ]                |
| Newsday                | [ 123 ]                |
| NME                    | [ 124 ]                |
| Rolling Stone          | [ 125 ]                |
| The Times              | [ 126 ]                |

Desde o seu lançamento, Camila vem recebendo críticas geralmente positivas através da crítica especializada. No Metacritic, que atribui uma classificação normalizada de 100 para críticas das publicações convencionais, o álbum tem uma pontuação de 78 com base em 12 avaliações. Várias publicações britânicas que revisaram o álbum alguns dias antes de seu lançamento oficial, responderam-lhe positivamente, bem como os vocais e composições de Cabello. Kate Solomon da Metro, percebeu que a cantora "sacudiu o bombástico R&B favorecido pela equipe 5H á favor de um álbum curto e doce de pop-latino bastante bem-humorado e de baladas pop bastante clássicas". Will Hodgkinson da The Times apontou que, em vez de preenchimentos de "bangers pop de alto-oitavo", a cantora mostrou o contrário, usando técnicas de produção esparsas para enquadrar canções sobre amor e saudade. Nick Levine da NME considerou o álbum como uma "primeira impressão forte e surpreendentemente confiante". Para o editor da The Guardian, Alexis Petridis, Camila é um daqueles momentos em que "a abordagem de um comitê atinge ao ouro: suficientemente inteligente para evitar alisar as peculiaridades e perseguir tendências servilmente", ele também considerou isso como um "produto de uma fábrica pop que não soa de certa forma medíocre". Leah Greenblatt da Entertainment Weekly foi tão positivo quanto a Levine e Petridis, dando ao álbum uma nota B+, sentindo-o como um "projeto íntimo" onde a voz de Cabello brilha sobre canções influenciadas pelo latino e baladas poderosas. Ele comentou ainda: "A voz de Cabello não é especialmente distintiva, mas é instintivamente linda: sem esforço e calor, com uma ponta de raspa-da-manhã".
Patrick Ryan, da USA Today, elogiou o estilo musical em que o álbum foi construído, rotulando-a de "uma mistura vibrante de sons e estilos, reforçado por um estábulo confiável de compositores e produtores de sucesso". Embora ele também tenha sentido que o excesso de confiança de Cabello no Auto-Tune foi "desnecessário", dada a sua força na TV e em performances acústicas. O escritor da Newsday, Glenn Gamboa, acredita que com Camila, Cabello prova que está "preparada e pronta para ser uma das estrelas de 2018". Rob Sheffield da Rolling Stone e Matt Collar da AllMusic deram a Camila três estrelas e meia de um total de cinco. Sheffield e Collar expressaram um sentimento semelhante: Camila é uma declaração pessoal, um "conjunto produzido de pop romântico, pontuado por várias faixas influenciadas pela influência latente rítmica, informadas por sua herança cubana-mexicana".
Mike Nied da Idolator achou o álbum como um "trabalho autêntico e coeso", e aclamou a performance da cantora por "misturar sua marca distintiva de folk-pop com um toque latino" e "entregar um trabalho impressionante". Semelhante aos outros críticos, Taylor Weatherby da revista Billboard notou que as faixas do álbum são "rádio-amigáveis", mas também destacou as canções como mais pessoais, dizendo que "algo que certamente deveria ser reconhecido é a implacável vulnerabilidade de Cabello enquanto canta sobre as aflições de romances e relacionamentos amigáveis". Em seu artigo para o site Stereogum, Chris DeVille foi positivo, observando que as faixas variam entre "faixas de clube" mais latinas, como "Havana" e "She Loves Control" para baladas de piano "nostálgicas" como "Consequences" e "Something's Gotta Give".
| Ano  | Organização            | Prêmio                     | Resultado | Ref.    |
| ---- | ---------------------- | -------------------------- | --------- | ------- |
| 2018 | Prêmio LOS40 Music     | Álbum Internacional do Ano | Indicado  | [ 133 ] |
| 2018 | Prêmio People's Choice | Álbum de 2018              | Indicado  | [ 134 ] |
| 2019 | Prêmio Grammy Awards   | Melhor Álbum Vocal de Pop  | Indicado  | [ 135 ] |
| 2019 | Juno Awards            | Álbum Internacional do Ano | Indicado  | [ 136 ] |

## Turnê
Em 14 de fevereiro de 2018, Cabello anunciou a turnê Never Be the Same Tour, sua primeira como artista solo, através de sua conta no Instagram. Dentro de um dia após o início da venda geral, todas as datas estavam esgotadas. A turnê começou em 9 de abril de 2018 em Vancouver, no Canadá, no Orpheum Theatre e continuou até 5 de março de 2019 em Houston, Texas. Cabello também cantou músicas do álbum como o artista de abertura em da Reputation Stadium Tour da cantora Taylor Swift.

## Lista de faixas
A lista de faixas foi revelada pela cantora em seu Twitter no dia 21 de dezembro de 2017.
| Camila – Edição padrão |                                       | |                               |         |  |
| N.º                    | Título                                | Compositor(es) | Produtor(es)                  | Duração |  |
| 1.                     | "Never Be the Same"                   | Camila Cabello · Adam Feeney · Leo Rami Dawod · Jacob Ludwig Olofsson · Noonie Bao · Sasha Sloan                                      | Frank Dukes, Jarami[A]        | 3:47    |  |
| 2.                     | "All These Years"                     | Cabello · Feeney · Kaan Gunesberk · Jeff Gitelman · Mustafa Ahmed                                                                     |                               | 2:46    |  |
| 3.                     | "She Loves Control"                   | Cabello · Sony John Moore · Feeney · Bell · Ilsey Juber · Ahmed                                                                       |                               | 2:58    |  |
| 4.                     | "Havana" (com Young Thug)             | Cabello · Brittany Hazzard · Ali Tamposi · Brian Lee · Andrew Watt · Pharrell Williams · Jeffrey Lamar Williams · Feeney · Louis Bell | Frank Dukes · Matt Beckley[B] | 3:36    |  |
| 5.                     | "Inside Out"                          | Cabello · Hazzard · Feeney · Tyler Williams · Gunesberk                                                                               |                               | 3:05    |  |
| 6.                     | "Consequences"                        | Cabello · Nicolle Galyon · Amy Wadge · Emily Weisband                                                                                 |                               | 3:01    |  |
| 7.                     | "Real Friends"                        | Cabello · Lee · Billy Walsh · Bell · Mustafa Ahmed                                                                                    | Frank Dukes                   | 3:33    |  |
| 8.                     | "Something's Gotta Give"              | Cabello · Jesse Saint John · Sarah Hudson · James Abrahart · Alex Schwartz · Joe Khajadourian                                         | The Futuristics               | 3:58    |  |
| 9.                     | "In the Dark"                         | Cabello · Madison Love · Simon Wilcox · Abrahart · Feeney                                                                             | Dukes                         | 3:42    |  |
| 10.                    | "Into It"                             | Cabello · Bell · Feeney · Ryan Tedder · Justin Tranter                                                                                |                               | 2:58    |  |
| 11.                    | "Never Be the Same" (Edição de rádio) | Cabello · Feeney · Dawod · Olofsson · Bao · Sloan                                                                                     | Frank Dukes · Jarami[A]       | 3:47    |  |
| Duração total:         | Duração total:                        | Duração total: | Duração total:                | 34:31   |  |

| Camila – Edição da Target (faixa bônus) |                                     |                                                                                               |                   |         |  |
| N.º                                     | Título                              | Compositor(es)                                                                                | Produtor(es)      | Duração |  |
| 12.                                     | "Havana" (Remix) (com Daddy Yankee) | Cabello Ramón Luis Ayala Rodríguez Feeney Hazzard Tamposi Lee Watt P. Williams Bell Gunesberk | Dukes Beckley [B] | 3:19    |  |
| Duração total:                          | Duração total:                      | Duração total:                                                                                | Duração total:    | 40:14   |  |

| Camila – Edição japonesa (faixa bônus) |                    |                                     |                   |         |  |
| N.º                                    | Título             | Compositor(es)                      | Produtor(es)      | Duração |  |
| 13.                                    | "I Have Questions" | Cabello Jesse Shatkin Bibi Bourelly | Shatkin Dukes [B] | 3:42    |  |
| Duração total:                         | Duração total:     | Duração total:                      | Duração total:    | 43:56   |  |

Notas
[A] - denota co-produtores
[B] - denota produtores vocais

## Equipe
Créditos adaptados das notas principais de Camila.
Artistas e músicos
- Camila Cabello – vocal principal, composição
- Young Thug – participação (4)
- Serafin Aguilar – trompete (4)
- Josh Kerr – piano (6)
- Starrah – vocais de fundo (4)
- Pharrell Williams – vocais de fundo (4)

Produção
- Matt Beckley – produção vocal (4, 8), engenharia (8)
- Louis Bell – produção vocal (2-3, 5, 7), gravação (2-3, 5, 7, 10)
- Scott Desmarais – assistente de mixagem (3, 5, 8-9)
- Morning Estrada – gravação (7)
- Marco Falcone – assistente de gravação (4)
- Robin Florent – assistente de mixagem (3, 5, 8-9)
- Frank Dukes – produção executiva, produção (1-2, 4-5, 7, 9-10), co-produção (3, 8)
- The Futuristics – produção (8)
- Chris Galland – engenharia de mixagem (3, 5, 8-9)
- Mike Gaydusek – gravação (4)
- Serban Ghenea – mixagem (1-2, 6-7, 10)
- Henry Guevara – assistente de gravação (4)
- John Hanes – projetado para mixagem (1-2, 6-7, 10)
- Kuk Harrell – produção vocal (9), engenharia (9)
- Jarami – co-produção (1)
- Ivan Jimenez – assistente de mixagem (4)
- Jaycen Joshua – mixagem (4)
- Dave Kutch – masterização
- Sean Madden – assistente de gravação (4)
- Kyle Mann – gravação (4)
- Manny Marroquin – mixagem (3, 5, 8-9)
- David Nakaji – assistente de mixagem (4)
- Bart Schoudel – produção vocal (6), gravação (1, 6)
- SickDrumz – co-produção (9)
- Robbie Soukiasyan – gravação (4)
- Skrillex – produção (3)
- T-Minus – produção (5)
- Simone Torres – engenharia (9)

## Desempenho comercial
Camila estreou no número 2 na parada de álbuns do Reino Unido, UK Albums Chart, atrás da trilha sonora de The Greatest Showman, com vendas na primeira semana de 21.561 unidades. Cabello já alcançou a posição número 6 como integrande do grupo feminino Fifth Harmony. Na segunda semana, o álbum caiu para o número 6 no Reino Unido.
Nos Estados Unidos, Camila estreou no número um na Billboard 200, comercializando 119.000 unidades equivalentes a álbuns, com vendas puras somando 65.000 unidades. Cabello se tornou o artista mais jovem a liderar as paradas com um álbum de estréia desde a estreia de Shawn Mendes em 2015, Handwritten. Ela foi a primeira artista feminina a estrear com um álbum completo em três anos desde Title de Meghan Trainor e a primeira artista feminina a ter seu primeiro álbum de estréia no topo da Billboard 200 desde Yours Truly de Ariana Grande. Cabello também se juntou a uma seleta lista de artistas femininas que alcançaram um álbum solo número um depois de chegar à parada com grupos, ao lado de Gwen Stefani (No Doubt), Beyoncé and LeToya (Destiny's Child), Lauryn Hill (Fugees), Patti LaBelle (Labelle), Stevie Nicks (Fleetwood Mac), Diana Ross (The Supremes) and Janis Joplin (Big Brother and the Holding Company). Cabello além de liderar o Billboard 200, também liderou o Hot 100 (com "Havana"), sendo a primeira artista feminina a liderar as duas principais paradas desde Adele em 2015 e a primeira no geral desde Kendrick Lamar em maio de 2017. Na segunda semana, Camila caiu de 1 para 4, com 43.000 unidades vendidas; e número 7 na terceira semana, com 37.000 unidades comercializadas.
Até dezembro de 2018, Camila já havia vendido mais de 955.000 unidades equivalentes a álbuns nos EUA, com mais de 162.000 sendo somente vendas puras.

### Tabelas semanais
| Tabela musical (2018)               | Melhor posição |
| ----------------------------------- | -------------- |
| Alemanha (Offizielle Top 100)       | 8              |
| Austrália (ARIA)                    | 3              |
| Bélgica (Ultratop 40 Valônia)       | 8              |
| Bélgica (Ultratop 50 Flandres)      | 3              |
| Canadá Albums Chart (Billboard)     | 1              |
| Coreia do Sul (Gaon)                | 5              |
| Escócia (Official Charts Company)   | 2              |
| Espanha (PROMUSICAE)                | 1              |
| Estados Unidos (Billboard 200)      | 1              |
| Finlândia (Suomen virallinen lista) | 2              |
| França (SNEP)                       | 7              |
| Irlanda (IRMA)                      | 3              |
| Itália (FIMI)                       | 8              |
| Japão (Oricon)                      | 15             |
| Japão (Top 50 International Albums) | 2              |
| México (AMPROFON)                   | 1              |
| Noruega (VG-lista)                  | 1              |
| Nova Zelândia (RMNZ)                | 3              |
| Países Baixos (MegaCharts)          | 1              |
| Portugal (AFP)                      | 1              |
| Reino Unido (OCC)                   | 2              |
| República Checa (ČNS IFPI)          | 2              |
| Suécia (Sverigetopplistan)          | 1              |
| Suíça (Schweizer Hitparade)         | 3              |

| Tabela musical (2018)              | Melhor posição |
| ---------------------------------- | -------------- |
| Austrália (ARIA Albums Charts)     | 48             |
| Bélgica (Ultratop de Flanders)     | 54             |
| Bélgica (Ultratop de Valônia)      | 159            |
| Canadá (Canadian Albums Chart)     | 16             |
| Coreia do Sul (Gaon)               | 18             |
| Dinamarca (Hitlisten)              | 32             |
| Espanha (PROMUSICAE)               | 38             |
| Espanha (Top 100 Streaming Albums) | 31             |
| Estados Unidos (Billboard 200)     | 25             |
| Irlanda (IRMA)                     | 24             |
| Japão (Billboard Japan)            | 93             |
| México (AMPROFON)                  | 17             |
| Nova Zelândia (RMNZ)               | 28             |
| Países Baixos (MegaCharts)         | 34             |
| Reino Unido (UK Albums Chart)      | 43             |
| Suécia (Sverigetopplistan)         | 15             |
| Tabela musical (2019)              | Melhor posição |
| Estados Unidos (Billboard 200)     | 94             |

| Tabela musical (2010–19)       | Melhor posição |
| ------------------------------ | -------------- |
| Estados Unidos (Billboard 200) | 42             |

| Região | Certificação | Vendas     |
| --- | ------------ | ---------- |
| Austrália (ARIA) | Platina      | 35,000^    |
| Brasil (Pro-Música Brasil) | Diamante     | 160,000*   |
| Dinamarca (IFPI Dinamarca) | Ouro         | 10,000^    |
| Espanha (PROMUSICAE) | Platina      | 100,000^   |
| Estados Unidos (RIAA) | Platina      | 1,000,000‡ |
| França (SNEP) | Ouro         | 500,000*   |
| México (AMPROFON) | Platina      | 65,000^    |
| Nova Zelândia (RMNZ) | Platina      | 15,000^    |
| Países Baixos (NVPI) | Platina      | 80,000^    |
| Polônia (ZPAV) | Platina      | 20,000^    |
| Reino Unido (BPI) | Ouro         | 100,000^   |
| Suécia (GLF) | Ouro         | 15,000^    |
| Suíça (IFPI Suíça) | Platina      | 20,000^    |
| *vendas baseadas apenas na certificação ^distribuições baseadas apenas na certificação ‡vendas+valores de streaming baseados apenas na certificação |              |            |